# Colobothea centralis
Colobothea centralis es una especie de escarabajo longicornio del género Colobothea, categorizada en la tribu Colobotheini, de la subfamilia Lamiinae. Fue descrita por Monné en 1993.

## Descripción
Mide 8,4-15 mm de longitud.

## Distribución
Se distribuye por Brasil.